# Coublanc (Alta Marna)
Coublanc è un comune francese di 138 abitanti situato nel dipartimento dell'Alta Marna nella regione del Grand Est.

## Società

### Evoluzione demografica
Abitanti censiti